# Distrito de Sayapullo
El Distrito de Sayapullo es el uno de los cuatro distritos de la Provincia de Gran Chimú, bajo la administración del Gobierno regional de La Libertad.  
Desde el punto de vista jerárquico de la Iglesia católica forma parte de la Arquidiócesis de Trujillo.

## Toponimia
El nombre de Sayapullo viene de voces castellanas y quechua que significan "Manto de Niebla" (saya=manto ; pullo=niebla) por la densa neblina que en invierno suele invadir la zona.

## Historia
El pueblo de Sayapullo capital del Distrito del mismo nombre tiene sus orígenes en lo que fuera la Hacienda de Sayapullo,
posteriormente denominada Hacienda La Mora, de propiedad de Francisco Rabines Girón de Osma casado con Adelaida Pazos.
Dicho personaje fue quien hacia el año 1 845 construyera la Casa Hacienda a la postre la primera casa construida en esa entonces deshabitada zona minera. Los trabajadores de la hacienda y de la mina fueron afincándose en los alrededores de
la hacienda de manera desordenada dando lugar a las caprichosas y pintorescas callecitas del pueblo de Sayapullo con el diseño irregular que aun subsiste.
Cabe anotar que a la fecha (año 2009) aunque muy deteriorada, subsiste la casa hacienda original, la misma que es propiedad de descendientes de Francisco Rabines.
El distrito fue creado mediante Ley del 11 de febrero de 1855, en el gobierno del Presidente Ramón Castilla.
El nombre de Sayapullo viene de voces castellanas y quechua que significan: Saya = manto y 
Pullo = neblina "Manto de Neblina" por la densa neblina que en invierno suele invadir la zona.
La gran riqueza de las tierras de Sayapullo dio lugar para que desde la época precolombina se desarrollaran actividades de minería artesanal con los gentiles en la extracción de oro, cobre, plata y zinc, pasando como minería industrial a partir del año 1800 con el primer socavón en la Orilla izquierda del río Sayapullo, afluente del río Chicama, siendo la hacienda La Mora el primer  campamento minero propiedad de la familia Rabines Pazos hasta 1909; en que viene el ciudadano norteamericano Mr. Jackson y comienza la extracción minera en el lugar denominado "Vista Bella" conocida como el "Tayo" hasta el año 1924 aproximadamente, después llegan los japoneses con la compañía Perú Menka Kabushique Caishca hasta fines de la Segunda Guerra Mundial, luego llega el señor Juan Arróspide Mejía de México quien toma posesión de la compañía minera hasta 1958, fecha que pasa a manos de la familia Bartel - Montori; las labores mineras se paralizaron en el año 1998 por la huelga del sindicato de trabajadores de dicha empresa. Actualmente las labores mineras son desarrolladas por mineros informales, quienes mantienen en gran parte la economía de nuestro querido pueblo de Sayapullo. También dentro sus labores esta la agricultura con el Cultivo de madera eucalipto, maíz, papa, Chic/ayo. El primer medio de comunicación de nuestro distrito fue el telégrafo y fue instalado en la casa Rabines Vega (1930) a cargo de la señorita Eisa Rabines Pazos. En el año 1924, el capitán Carlos Martínez de Pinillos, invitado por el señor José Rabines Pazos hizo el primer vuelo en avioneta por la cordillera de los andes, desde Mansiche hasta las pampas de El Porvenir.
Durante el primer gobierno de Manuel Prado Ugarteche se construyó la carretera a Sayapullo. A iniciativa de las autoridades y notables de nuestro pueblo en el año de 1965 presidida por su alcalde el señor Clodomiro Abanto Cotrina, Juan A/faro Roncal director del Colegio de Sayapullo, Benigno Bocanegra Guerra, Luzgardo Marino Bocanegra Miranda, acuerdan solicitar terrenos para que el pueblo pueda expandirse y contar con espacios para la escuela y recreación, es por ello que se dirigen mediante cartas al señor Alberto Martín Linch hacendado de la hacienda de Huncajanga, y este cedió el predio denominado el "Lucmo y el ojo de agua " lugar donde hoy funciona el colegio - la escuela, y campo deportivo. Asimismo se dirigieron a las señoritas Ofelia y Julia Martín Ayllón dueñas de la hacienda "Espinal", quienes donan al distrito de Sayapullo mediante escritura pública de la Notaria "Massiel" 370 hectáreas comprendidas desde la cayona hasta los linderos del cerro Quiripuzco, las mismas que deben de ser administradas por el alcalde del distrito, y fiscalizadas por el gobernador del mismo con la finalidad de generar fondos para la municipalidad distrital, como consta en su referida escritura pública.

## Geografía
Abarca una superficie de 238,47 .

## Autoridades

### Municipales
- 2019 - 2022[2]
  - Alcalde: Juan Miguel Luna Ríos, del Partido Democrático Somos Perú.
  - Regidores:

  1. Pedro Urquiza Reyes (Partido Democrático Somos Perú)
  2. Santiago Inocente Vázquez Rivas (Partido Democrático Somos Perú)
  3. Jaide Renato Gavidia Murillo (Partido Democrático Somos Perú)
  4. Mili Vanessa Quiliche Reyes (Partido Democrático Somos Perú)
  5. Marivel Elizabeth Castillo Abanto (Súmate)

## Economía
La actividad económica preponderante es la minería,  la cual ha tenido épocas de altas y bajas, seguida por la agricultura y forestal.